# Almonacid de la Cuba
Almonacid de la Cuba es una localidad y municipio de la provincia de Zaragoza, en Aragón, España. Está situado en la comarca del Campo de Belchite. Cuenta con una población de 233 habitantes (INE 2024).

## Toponimia
El término Almonacid proviene del étimo latino monasterium (monasterio), a través del árabe AL-MUNASTIR. A su vez, La Cuba puede proceder también del étimo latino cupúla (cúpula), a través del árabe QUBBA. El término árabe, además del elemento arquitectónico, solía denominar a los monumentos funerarios cubiertos mediante cúpulas. Por tanto, el nombre del pueblo describe su origen como un edificio religioso que contenía una cúpula o un monumento funerario.

## Geografía
Al sureste de la provincia de Zaragoza. Se accede desde la capital por la carretera N-232, con desvío, pasando El Burgo de Ebro, a la carretera. A-222, y nuevo desvío al SO de Belchite por una carretera local.
El término municipal cubre una superficie de 55,2 km². Está a una distancia de 55 km de Zaragoza.
Situado a una altitud de 488 m.

## Demografía
Almonacid de la Cuba cuenta con una población de 233 habitantes (INE 2024).
| Gráfica de evolución demográfica de Almonacid de la Cuba entre 1842 y 2021                                          |
| |
| Población de derecho según los censos de población del INE Población de hecho según los censos de población del INE |

## Administración y política
| Período   | Alcalde                     | Partido |  |
| --------- | --------------------------- | ------- |  |
| 1979-1983 | Enrique Martínez Martínez   | PAR     |  |
| 1983-1987 |                             |         |  |
| 1987-1991 |                             |         |  |
| 1991-1995 |                             |         |  |
| 1995-1999 |                             |         |  |
| 1999-2003 |                             |         |  |
| 2003-2007 |                             |         |  |
| 2007-2011 | Gregorio Jalle Rupérez      | PAR     |  |
| 2011-2015 | Gregorio Jalle Rupérez      | PAR     |  |
| 2015-2019 | José Enrique Martínez Marco | PAR     |  |
| 2019-2023 | José Enrique Martínez Marco | PAR     |  |
| 2023-act. | José Enrique Martínez Marco | PP      |  |

| Partido político    | Partido político                                   | 2003   | 2007   | 2011   | 2015   | 2019   | 2023   |
| Partido político    | Partido político                                   | Ediles | Ediles | Ediles | Ediles | Ediles | Ediles |
|                     | Partido Aragonés (PAR)                             | —      | 5      | 5      | 5      | 5      | —      |
|                     | Partido de los Socialistas de Aragón (PSOE-Aragón) | 2      | 2      | 2      | —      | 2      | —      |
|                     | Partido Popular de Aragón (PP)                     | 5      | —      | —      | —      | —      | 5      |
|                     | Chunta Aragonesista (CHA)                          | —      | —      | —      | —      | —      | —      |
| Total de concejales | Total de concejales                                | 7      | 7      | 7      | 5      | 7      | 5      |

## Símbolos
Escudo: Cuadrilongo de base circular, que trae, de azul, una perla de oro, acompañada en el jefe de un monograma A-M de oro, y en los flancos de una lanza de plata a la diestra y una espada de lo mismo a la siniestra, al timbre, Corona Real cerrada.
Bandera: Paño azul, de proporción 2/3, con perla horizontal amarilla.

## Cultura

### Fiestas
- San Jorge: 23 de abril. La romería se celebra el último fin de semana de mayo (Tradicionalmente, se celebraba el martes de pentecostés)
- San Roque: 16 de agosto (Fiestas Patronales)
- Natividad de María: 8 de septiembre. (Fiestas de la Virgen De Las Prioras), se celebra en la Ermita de los Dolores.
- Feria romana: Mediados de junio.

### Patrimonio
- Presa romana del siglo I
- Iglesia de Santa María la mayor
- Ermita de la Virgen de los Dolores
- Ermita de la Virgen de las Nieves
- Ermita de San Jorge